# 王助 (唐朝)
王助（7世纪？—696年12月26日），字子功，唐朝绛州龙门县（今山西河津市）人。王通之孙，王福畤之子。
王助七岁丧母哀号，邻里被他感动得哭泣。为父王福畤居丧，哀痛的骨瘦嶙峋。服除，中进士第，为监察御史里行。他的兄弟王勔、王勮、王勃、王劼、王劝都有文名。王勔、王勮、王勃被杜易简称为“三珠树”，韩思彦对王福畤说：“武子有马癖，君有誉儿癖，王家癖为何这么多？”王福畤让使王助拿出自己的文章，韩思彦说：“生子如此，可以夸誉了。”王助官至监察御史。万岁通天二年正月廿四壬戌日（696年12月26日），被綦连耀、刘思礼牵连，与哥哥泾州刺史王勔、天官侍郎王勮、石抱忠、天官侍郎刘奇、凤阁侍郎同平章事李元素、夏官侍郎同平章事孙元亨、给事中周譒、太子司议郎路敬淳、司门员外郎刘顺之、右司员外郎宇文全志、来庭县主簿柳璆等一同遇害。神龙初年，唐中宗下诏追复官位。王助有《雕虫集》一卷。